# Cuecillos
Cuecillos är en ort i Mexiko.   Den ligger i kommunen Tamiahua och delstaten Veracruz, i den sydöstra delen av landet, 270 km nordost om huvudstaden Mexico City. Cuecillos ligger 11 meter över havet och antalet invånare är 242.
Terrängen runt Cuecillos är platt. Runt Cuecillos är det ganska tätbefolkat, med 166 invånare per kvadratkilometer. Närmaste större samhälle är Naranjos, 12,7 km väster om Cuecillos. Trakten runt Cuecillos består till största delen av jordbruksmark.